# Ель-Техадо
Ель-Техадо (ісп. El Tejado) — муніципалітет в Іспанії, у складі автономної спільноти Кастилія-і-Леон, у провінції Саламанка. Населення — 138 осіб (2010).
Муніципалітет розташований на відстані близько 150 км на захід від Мадрида, 60 км на південь від Саламанки.
На території муніципалітету розташовані такі населені пункти: (дані про населення за 2010 рік)
- Ель-Техадо: 33 особи
- Ла-Касілья: 22 особи
- Ла-Магдалена: 83 особи

## Демографія
Динаміка населення (INE ):